# طوطی‌سهره سینه‌گندمی
طوطی‌سهره سینه‌گندمی (نام علمی: Erythrura hyperythra) نام یک گونه از سرده طوطی‌سهره است.